# Mona Johannesson
Mona Gull Elisabet Johannesson, född 18 september 1987, är en svensk supermodell från  Huskvarna (Svarttorp).
Johannesson blev upptäckt av en modellscout när hon var 14 år gammal vid en hästtävling i Göteborg. Hon arbetade först deltid tills skolan var avslutad. På grund av sin i fotomodellsammanhang mindre storlek (172 cm) som påminner om supermodellen Kate Moss blev hon snart kallad "The Next Kate Moss" eller "Babe Kate".
Hon har gått visningar för bland annat Nina Ricci och Chanel. 
Johannesson vann utmärkelsen Årets modell på Elle-galan 2006.